# 나라 다케지
나라 다케지(일본어: 奈良 武次, 게이오 4년 음력 4월 6일(1868년 4월 28일) ~ 1962년 12월 21일)는 일본 제국의 군인, 화족이다. 최종계급은 육군 대장이며 작위는 남작이다.

## 생애
시모쓰케국 쓰가군 우에난마촌(上南摩村, 지금의 도치기현 가누마시)에서 농민 나라 히코이치로(奈良彦一郎)의 차남으로 태어났다. 1889년 7월에 일본 육군사관학교를 졸업하고 포병 소위로 임관하여, 근위사단 야포병 연대에 소속되었다. 1893년 11월, 육군포공학교 고등과를 우등으로 졸업하고, 청일 전쟁 당시 임시도보포병 제2대대 부관으로 참전했다. 전쟁 후 요새포병감 부관을 거쳐 1899년 12월 육군대학교를 졸업했다. 일본 제국 참모본부 제3부 소속, 육군성 군무국 과원, 유라 요새 포병연대 대대장, 주독일본대사관 등에서 일했다.
러일 전쟁에는 제3군 공성포병 사령부원으로 참전했으며, 독립중포병여단 사령부원으로 옮겨갔다. 1914년 8월 육군 소장으로 진급하여, 우쓰노미야 다로와 함께 만주에서 활동하였다. 지나 주둔군 사령관, 칭다오 수비군 참모장, 군무국장 등을 지냈다. 제1차 세계대전이 끝나기 직전인 1918년 7월에는 육군 중장으로 진급하였으며, 파리 강화 회의에 일본 제국 육군 대표 위원으로 나갔다. 동궁무관, 시종무관, 동궁무관장, 시종무관장 등을 지내며 황태자 히로히토 친왕을 보좌하는 업무를 맡기도 했다. 1924년 육군 대장으로 진급했으며, 1933년 4월 남작위를 받아 화족의 반열에 올랐다. 1939년 4월 1일에 퇴역하였다.
퇴역 후 일본 무덕회장, 추밀고문관, 군인원호회장 등을 지냈지만, 일본 제국이 패망한 뒤인 1946년 GHQ는 나라를 일본 제국에 협력하였다는 이유로 공직에서 추방되었지만 1952년 추방해제되었으며 1962년 94세의 나이로 사망하였다.